# Fröken Sverige 1993
Fröken Sverige 1993 var den 45:e upplagan av Fröken Sverige och hölls på Grand Hôtel i Stockholm den 1993. Tävlingen vanns av Johanna Lind från Östergötland.

## Placeringar
| Slutresultat        | Tävlande             |
| ------------------- | -------------------- |
| Fröken Sverige 1993 | - Johanna Lind       |
| 1st runner-up       | - Victoria Silvstedt |
| 2nd runner-up       | - Anna Hofvenstam    |